# Eichetsbach
Der Eichetsbach ist ein rechter Zufluss des Glattbaches im Landkreis Aschaffenburg im bayerischen Spessart.

## Geographie

### Verlauf
Der Eichetsbach entspringt südlich von Oberafferbach. Er fließt in südöstliche Richtung und mündet nördlich von Glattbach am Schützenhaus in den gleichnamigen Bach.

### Flusssystem Aschaff
- Liste der Fließgewässer im Flusssystem Aschaff

## Einzelnachweise

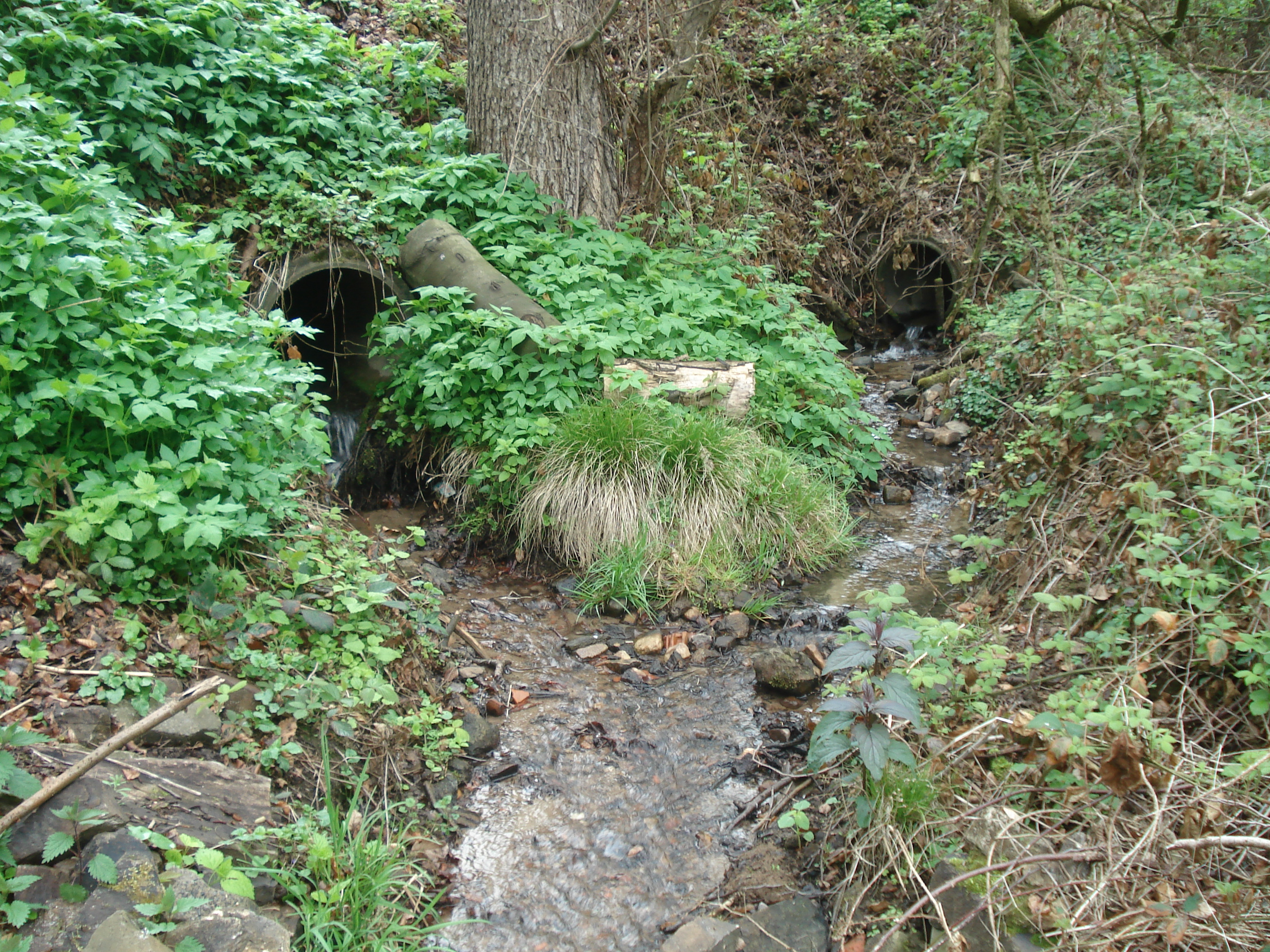
Der Eichetsbach (Rohr links) mündet in den Glattbach (Rohr rechts)